# 郁久閭大檀
郁久閭 大檀（漢音：いくきゅうりょ たいたん、拼音：Yùjiŭlǘ Dàtán、? - 429年）は、柔然の可汗。僕渾（縕紇提の弟）の子。可汗号は牟汗紇升蓋可汗（ぼうかんこつしょうかいかがん）といい、“制勝可汗”という意味である。

## 生涯
社崙の季父（末の叔父）にあたる僕渾の子として生まれ、別部を統領して柔然の西の国境を鎮守していた。
神瑞元年（414年）、大人（たいじん：部族長）の叱洛侯と大檀が謀反を企てたとして、可汗の歩鹿真は八千騎を発して叱洛侯を包囲し、自殺に追い込み、さらに大檀を襲撃した。しかし大檀はこれを逆に撃ち負かし、歩鹿真を捕えて殺した。大檀はもともと民衆の人心を得ていたので、国人から推戴されて可汗となった。12月、大檀は衆を率いて北魏の辺境を侵し、明元帝の親討によって遁走した。
泰常2年（417年）、大檀は北燕に遣使を送り、馬3千匹、羊1万を献じた。
泰常8年（423年）1月、柔然は北魏の辺境を侵した。2月、これに対し北魏は長川の南に長城を築いた。4月、北涼の晋昌郡太守の唐契は、弟の唐和・甥の李宝らを率いて伊吾に逃げ、西涼李氏の遺民を招集し、柔然に臣属した。柔然は唐契を伊吾王とし、8月に河西を攻撃して、沮渠政徳らを殺した。11月、北魏の明元帝が崩御し、これを聞いた大檀は大いに喜んだ。この頃、柔然がたびたび烏孫に侵攻したので、烏孫は西の葱嶺山中に移った。西域の悦般国は柔然と好を結び、悦般王は数千の衆を率いて柔然国内に入り、大檀と面会しようとしたところ、その途上で柔然国民の不潔さを見た悦般王はすぐさま引き返して帰国した。これ以降、両国は仇敵となり、互いに征討するようになった。
始光元年（424年）8月、明元帝の崩御に乗じて、大檀は6万騎を率いて雲中に入り、吏民を殺略し、盛楽宮を攻め落とした。太武帝は自ら軽騎を率いて討伐したが、柔然軍に包囲されてしまう。そこで北魏のある軍士が大檀の甥であり、部帥の於陟斤を射殺し、さらに平陽王の長孫翰・尉眷らが別帥の阿伏干らを撃つと、形勢が逆転し、大檀は恐れて撤退した。
始光2年（425年）、太武帝は大軍を起こして柔然を征討し、東西の五道から並進した。平陽王の長孫翰らは黒漠から、汝陰公の長孫道生は白漠と黒漠の間から、車駕は中道から、東平公の娥清は西方に赴いて栗園から、宜城王の奚斤・将軍の安原らは西方に進路を取って爾寒山から進軍した。諸軍は漠南に至ると、輜重を止めて軽騎兵に15日分の食糧を持たせ、大漠を横断して柔然を討伐した。大檀の部落は驚き、北方に逃げた。
始光4年（427年）7月、大檀は雲中を侵すが、北魏が夏の赫連昌を討つと聞いて撤退する。
神䴥元年（428年）8月、大檀は息子に騎兵1万余りを率いて長城内に侵入させ、辺境の人々を殺略させた。北魏に従属していた高車が追撃して柔然軍を破った。太武帝は広寧から帰還すると、柔然軍を追撃したが追いつかなかった。
神䴥2年（429年）4月、太武帝は南郊で練兵を行い、大檀を襲撃しようとした。公卿や大臣は誰も開戦を願っておらず、術士の張深や徐辯は天文を理由に太武帝を説得して止めたが、太武帝は崔浩の計略に従って実行しようとした。かくして太武帝の車駕は東道に出て黒山に向かい、平陽王の長孫翰は西道から大娥山に向かい、柔然の可汗庭で合流した。5月、砂漠の南に至ると、輜重を止めて軽騎兵で柔然を襲撃した。大檀の弟の匹黎は東部の部落を統率していたが、大檀の下に赴く途上、長孫翰軍と遭遇した。長孫翰は騎兵を放って匹黎を攻撃し、その大人数百名を殺害した。大檀はこれを聞いて震え上がり、一族郎党を率いて廬舎を焼くと、痕跡を絶って西方に逃げた。柔然の部落は四散し、柔然人は山谷に潜伏した。家畜が原野に広がっていたが、集めて世話する人はいなくなった。太武帝は栗水に沿って西方に赴き、後漢の将軍竇憲の砦の跡を通過した。6月、太武帝の車駕は菟園水（トラ河）に至った。平城を去ること3700里余り。諸軍に分担して柔然人を捜索討伐させ、東は翰海（バイカル湖）に至り、西は張掖水に接し、北は燕然山を越えた。その規模は東西5千里余、南北3千里。高車の諸部は大檀の同族を殺害し、この前後、帰順投降する者は30万人余り。首級や捕虜、百万頭余りの軍馬を獲得した。8月、東部の高車が巳尼陂に駐屯しており、人や家畜も非常に多く、それが官軍を去ること千里余りの地であると聞くと、太武帝は左僕射の安原らを派遣して討伐に赴かせることとした。安原軍が巳尼陂に至ると、高車の諸部で北魏軍を望み見て投降する者は数10万人となった。大檀の部落は衰弱して、大檀は病となって死去し、子の呉提が後を継いだ。

## 兄弟
- 郁久閭悦代
- 郁久閭大那…於陟斤の父
- 郁久閭匹黎

## 参考資料
- 『魏書』（列伝第十四、列伝第九十 西域、列伝第九十一 蠕蠕）
- 『北史』（列伝第八十六 蠕蠕）